# Saison 3 de Roswell
Chronologie
Saison 2
Cet article présente les 18 épisodes de la troisième saison de la série télévisée américaine Roswell.

## Synopsis
À Roswell, lieu célèbre pour le présumé écrasement de soucoupe volante de 1947, trois extraterrestres tentent de mener une vie discrète dans la peau de jeunes adolescents taciturnes. Mais les choses se compliquent lorsque Max, l'un de ces extraterrestres, sauve la vie de Liz, une adolescente, la menant à découvrir la vérité à leur sujet...
Ensemble, ils vont devoir affronter un shérif soupçonneux, le FBI et des extraterrestres ennemis... Heureusement, ils forment un groupe d'amis soudés toujours prêts à s'entraider, rejoint peu après par Maria et Alex, les meilleurs amis de Liz, et éventuellement Kyle, l'ex de la jeune fille. Par ailleurs, leur vie est également ponctuée par des problèmes que rencontrent les adolescents normaux: amour, sexe, alcool, amitié, parents, etc.

## Distribution

### Acteurs principaux
- Shiri Appleby (VF : Elisa Bourreau) : Liz Parker
- Jason Behr (VF : Damien Boisseau) : Max Evans
- Katherine Heigl (VF : Charlotte Marin) : Isabel Evans
- Brendan Fehr (VF : Didier Cherbuy) : Michael Guerin
- Majandra Delfino (VF : Virginie Ledieu) : Maria DeLuca
- Nick Wechsler (VF : Arnaud Arbessier) : Kyle Valenti
- William Sadler (VF : Hervé Jolly) : James « Jim » Valenti
- Adam Rodriguez (VF : David Kruger) : Jesse Esteban Ramirez

### Acteurs récurrents
- Colin Hanks (VF : Emmanuel Garijo) : Alex Whitman
- Emilie de Ravin (VF : Carole Agostini) : Tess Harding
- Jason Peck (VF : Marc Seclin) : shérif Hanson
- Garrett M. Brown (VF : Lionel Henry) : Phillip Evans
- Mary Ellen Trainor (VF : Monique Nevers) : Diane Evans
- John Doe (VF : Régis Lang) : Geoffrey Parker
- Jo Anderson (VF : Christine Paris) : Nancy Parker
- Spence Decker : Khivar
- Joe Pantoliano (VF : Yves Beneyton) : Kal Langley
- Clayne Crawford (VF : Olivier Korol) : Billy Darden
- Steven Roy : Steve de chez Meta-chem
- Terry O'Quinn : Karl de chez Metachem
- Gavin Fink (en) : Samuel
- Samantha Shelton (VF : Nathalie Bleynie) : Connie Griffin

## Liste des épisodes

### Épisode 1:Hold-up
- États-Unis : 9 octobre 2001 sur UPN
- France : 
  - sur Série Club
  - 13 septembre 2003 sur M6

### Épisode 2:Pris sur le vif
- États-Unis : 16 octobre 2001 sur UPN
- France : 
  - sur Série Club
  - 13 septembre 2003 sur M6

### Épisode 3:Décisions délicates
- États-Unis : 23 octobre 2001 sur UPN
- France : 
  - sur Série Club
  - 20 septembre 2003 sur M6

### Épisode 4:La Traque
- États-Unis : 30 octobre 2001 sur UPN
- France : 
  - sur Série Club
  - 27 septembre 2003 sur M6

### Épisode 5:Un monde impitoyable
- États-Unis : 6 novembre 2001 sur UPN
- France : 
  - sur Série Club
  - 4 octobre 2003 sur M6

### Épisode 6:Invité surprise
- États-Unis : 13 novembre 2001 sur UPN
- France : 
  - sur Série Club
  - 18 octobre 2003 sur M6

### Épisode 7:Lune de miel
- États-Unis : 20 novembre 2001 sur UPN
- France : 
  - sur Série Club
  - 25 octobre 2003 sur M6

### Épisode 8:Fausse Note
- États-Unis : 27 novembre 2001 sur UPN
- France : 
  - sur Série Club
  - 1er novembre 2003 sur M6

### Épisode 9:Le Monde de Samuel
- États-Unis : 18 décembre 2001 sur UPN
- France : 
  - sur Série Club
  - 8 novembre 2003 sur M6

### Épisode 10:Enigma
- États-Unis : 1er janvier 2002 sur UPN
- France : 
  - sur Série Club
  - 8 novembre 2003 sur M6

### Épisode 11:J'ai épousé une extra-terrestre!
- États-Unis : 29 janvier 2002 sur UPN
- France : 
  - sur Série Club
  - 29 novembre 2003 sur M6

### Épisode 12:Symptômes
- États-Unis : 5 février 2002 sur UPN
- France : 
  - sur Série Club
  - 10 juillet 2004 sur M6

### Épisode 13:Panacée
- États-Unis : 12 février 2002 sur UPN
- France : 
  - sur Série Club
  - 17 juillet 2004 sur M6

### Épisode 14:La Blessure
- États-Unis : 26 février 2002 sur UPN
- France : 
  - sur Série Club
  - 24 juillet 2004 sur M6

### Épisode 15:Le Nouveau Roi
- États-Unis : 23 avril 2002 sur UPN
- France : 
  - sur Série Club
  - 31 juillet 2004 sur M6

### Épisode 16:Crash
- États-Unis : 30 avril 2002 sur UPN
- France : 
  - sur Série Club
  - 7 août 2004 sur M6

### Épisode 17:Quatre Extraterrestres et un couffin
- États-Unis : 7 mai 2002 sur UPN
- France : 
  - sur Série Club
  - 14 août 2004 sur M6

### Épisode 18:Vers le futur
- États-Unis : 14 mai 2002 sur UPN
- France : 
  - sur Série Club
  - 21 août 2004 sur M6